# 스즈키 히로미
스즈키 히로미(일본어: 鈴木 博美 すずき ひろみ[*], 1968년 12월 6일 ~)는 일본 출신의 육상 선수이다.
지바시에서 태어난 그녀는 1992년과 1996년 하계 올림픽에서 자신의 나라를 대표하였다. 스즈키는 그리스 아테네에서 열린 1997년 세계 육상 선수권 대회 여자 마라톤에서 우승한 것으로 가장 잘 알려져 있다.

## 참조
- sports-reference